# Teilor Grubbs
Teilor Grubbs, född 27 oktober 2001 i Honolulu, Hawaii, är en amerikansk skådespelerska, känd som "Grace Williams" i tv-serien Hawaii Five-0.

## Filmografi
- 2010 – Hawaii Five-0 (TV-serie)